# Albino Skerk
Albino Skerk (Duino-Aurisina, 12 giugno 1921 – 3 ottobre 1995) è stato un politico italiano, eletto nella V e VI legislatura alla Camera dei deputati.